# Bronwyn Bishop
Bronwyn Bishop, född 19 oktober 1942 i Sydney, är en australisk politiker.  
Hon satt i Australiens kongress 1994–2016. Hon var försvarsminister 1996–1998 och äldrevårdsminister 1998–2001, och talman 2013–2015.